# Jardín Botánico de Pamplemousses

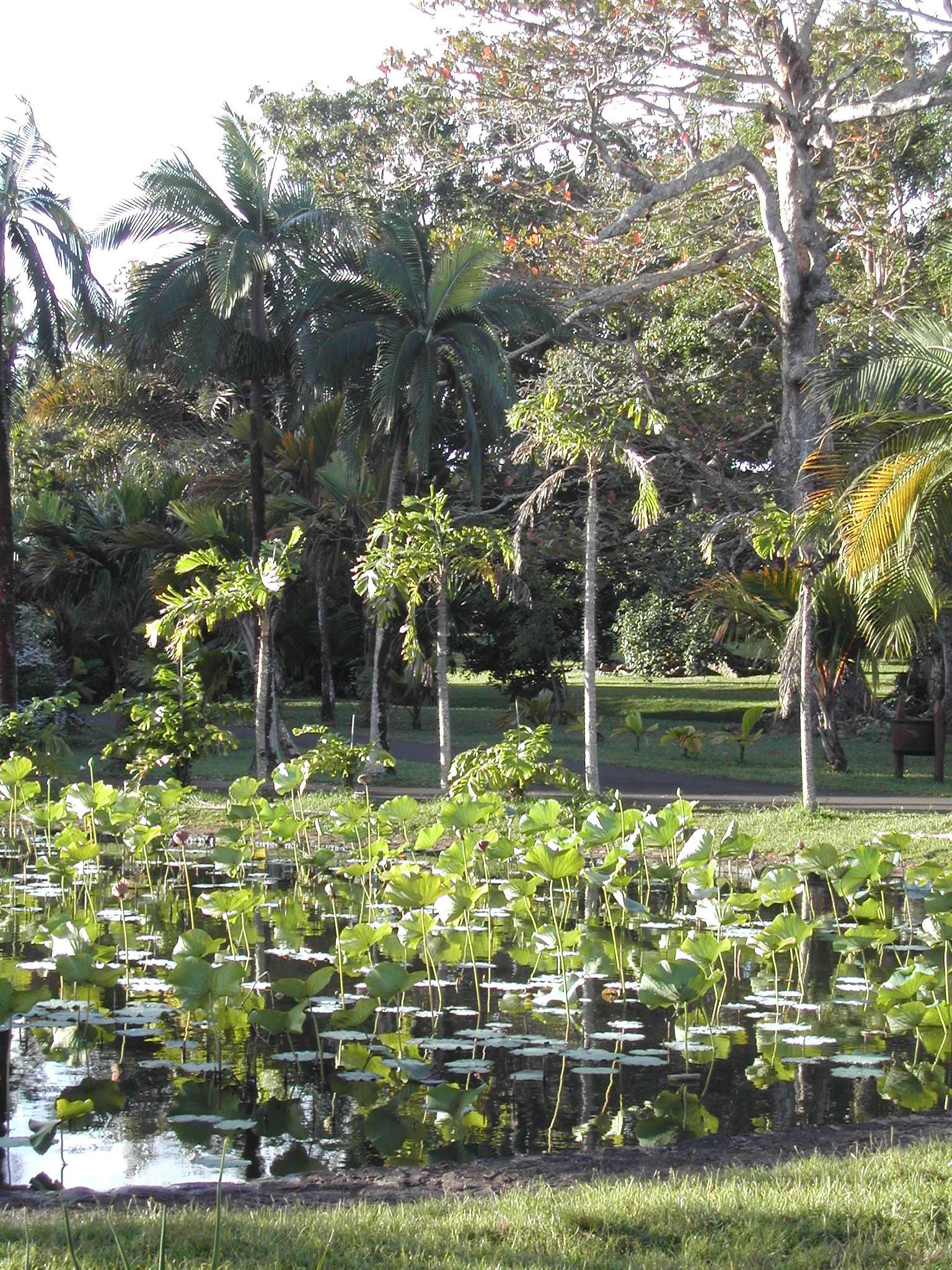
Estanque en Pamplemousses.

El Jardín Botánico de Pamplemousses (en francés, Jardín botanique de Pamplemousses;  en inglés :Sir Seewoosagur Ramgoolam Botanical Garden; acortado como SSR Botanical Garden) es un jardín botánico que se encuentra situado en el «Distrito Concejo de Pamplemousses», en la parte norte de la isla de Mauricio cerca de Port Louis, y anteriormente era conocido como “Jardin de Mon Plaisir”, debido al nombre de la mansión que aquí se construyó.

## Localización
El "Jardín Botánico de Pamplemousses" se encuentra a tan solo 11 km de la capital Port Louis de Isla Mauricio, en la población de Pamplemousses, que debe su nombre a los cítricos que introdujeron en su tiempo los holandeses. 

## Historia
Fue creado por el gobernador Mahé de La Bourdonnais, transformado por el botánico Pierre Poivre en el siglo XVIII, completado por el horticultor británico James Duncan y últimamente en 1988, rebautizado como Jardín Botánico Sir Seewoosagur Ramgoolam en honor del padre de la independencia de Mauricio.

## Colecciones
Le Jardín Botánico de Pamplemousses es un Jardín botánico que presenta un gran número de especies vegetales importadas así como especies endémicas de la Isla Mauricio.
Detrás de la imponente verja blanca de hierro forjado de la entrada, se encuentra la Avenue La Bourdonnais, aquí se levanta un enorme baobab, y a uno y otro lado hileras de inmensas palmas Latania repletas de Lianas y de Philodendron, que nos envuelven con su exuberancia tropical. 

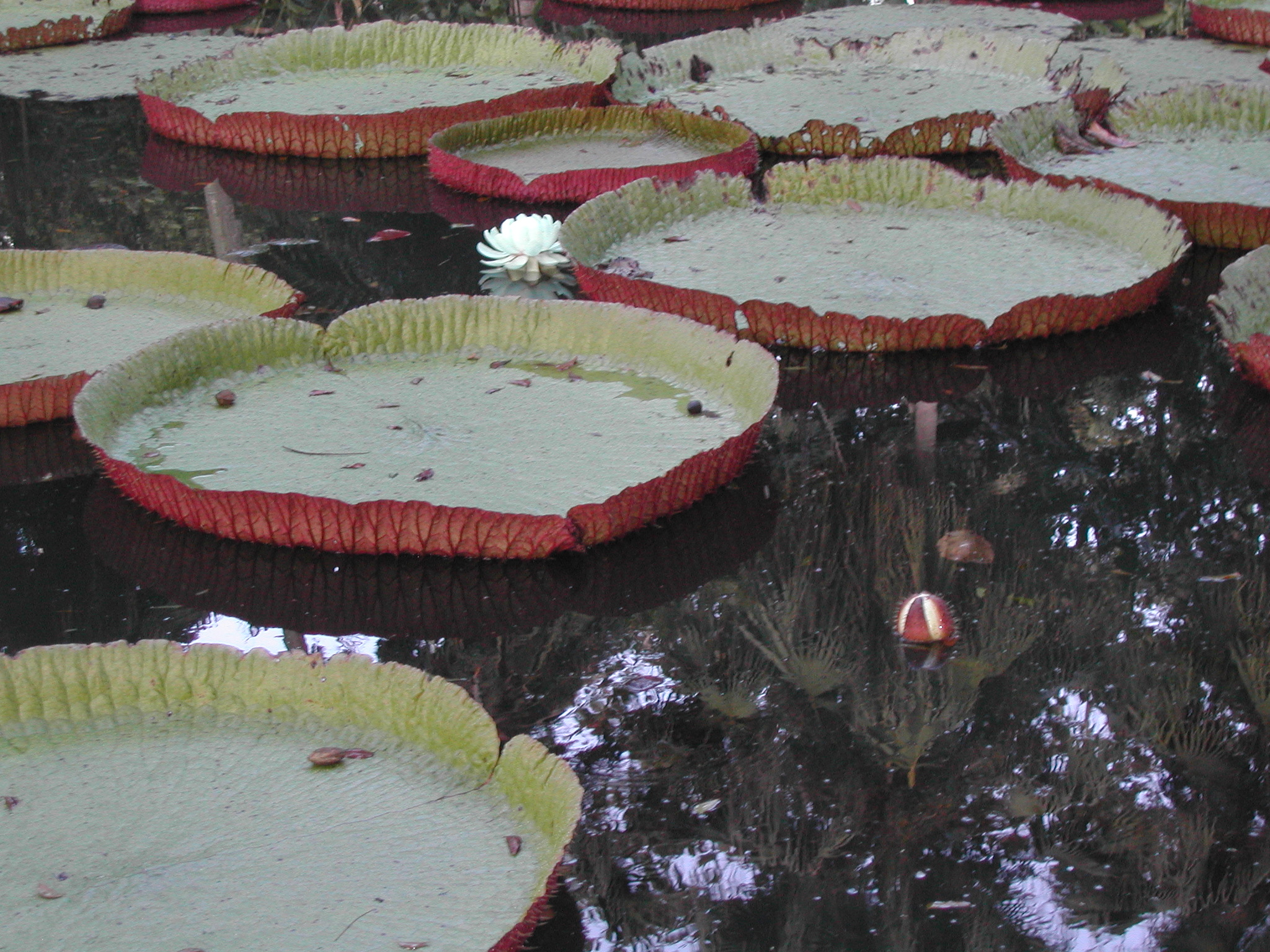
Los célebres nenúfares del jardín.

Aquí se encuentran reunidas una gran cantidad de especies y variedades de nenúfares gigantes con los grandes estanques de Victoria regia y de lotos (Nelumbo nucifera), un bosquete de bambús dorados provenientes de la India, las palmas de Raphia, un Baniano de unos doscientos años, y un gran número de especias. 
No hay ninguna rotulación de las plantas dignas de ser conocidas tales como : baobabs, agathis, árboles emparentados con las araucarias, una gran colección de palmeras donde se encuentra la talipot (Coryphe parasol), que florece a los 40 años y poco antes de morir.